# Rachamps
Rachamps is een dorp in de stad Bastenaken in de Belgische provincie Luxemburg. Rachamps ligt in deelgemeente Noville.

## Geschiedenis
Op het eind van het ancien régime werd Rachamps een gemeente. In 1823 werden bij een grote gemeentelijke indeling in Luxemburg veel gemeenten samengevoegd en Rachamps werd bij de gemeente Noville gehecht.

## Bezienswaardigheden
Rachamps heeft meerdere gebouwen die de moeite waard zijn, waaronder:
- De Sint-Lambertuskerk
- De pastorie
- Het 19de-eeuwse Washuis

## Verkeer en vervoer
Ten westen van Rachamps ligt de N30 tussen Bastenaken en Houffalize.
Deelgemeenten: Bastenaken · Bertogne ·Flamierge ·Longchamps · Longvilly · Noville · Villers-la-Bonne-Eau · Wardin

Overige dorpen: Al-Hez · Arloncourt · Benonchamps · Berhain · Bethomont · Bizory · Bourcy · Bras · Champs · Cobru · Compogne · Fagnoux · Fays · Flamisoul · Foy · Frenet · Gives · Givroulle · Givry · Hardigny · Harzy · Hemroulle · Horritine · Isle-la-Hesse · Isle-le-Pré · Livarchamps · Losange · Lutrebois · Lutremange · Luzery · Mande-Saint-Étienne · Mageret · Marenwez · Marvie · Michamps · Moinet · Monaville · Mont · Neffe · Oubourcy · Rachamps · Recogne · Remoifosse · Rolley · Rouette · Roumont · Salle · Savy · Senonchamps · Troismont · Tronle · Vaux · Wicourt · Wigny · Withimont

Belgische gemeenten · Arrondissement Aarlen · Luxemburg · Wallonië